# Hoffen

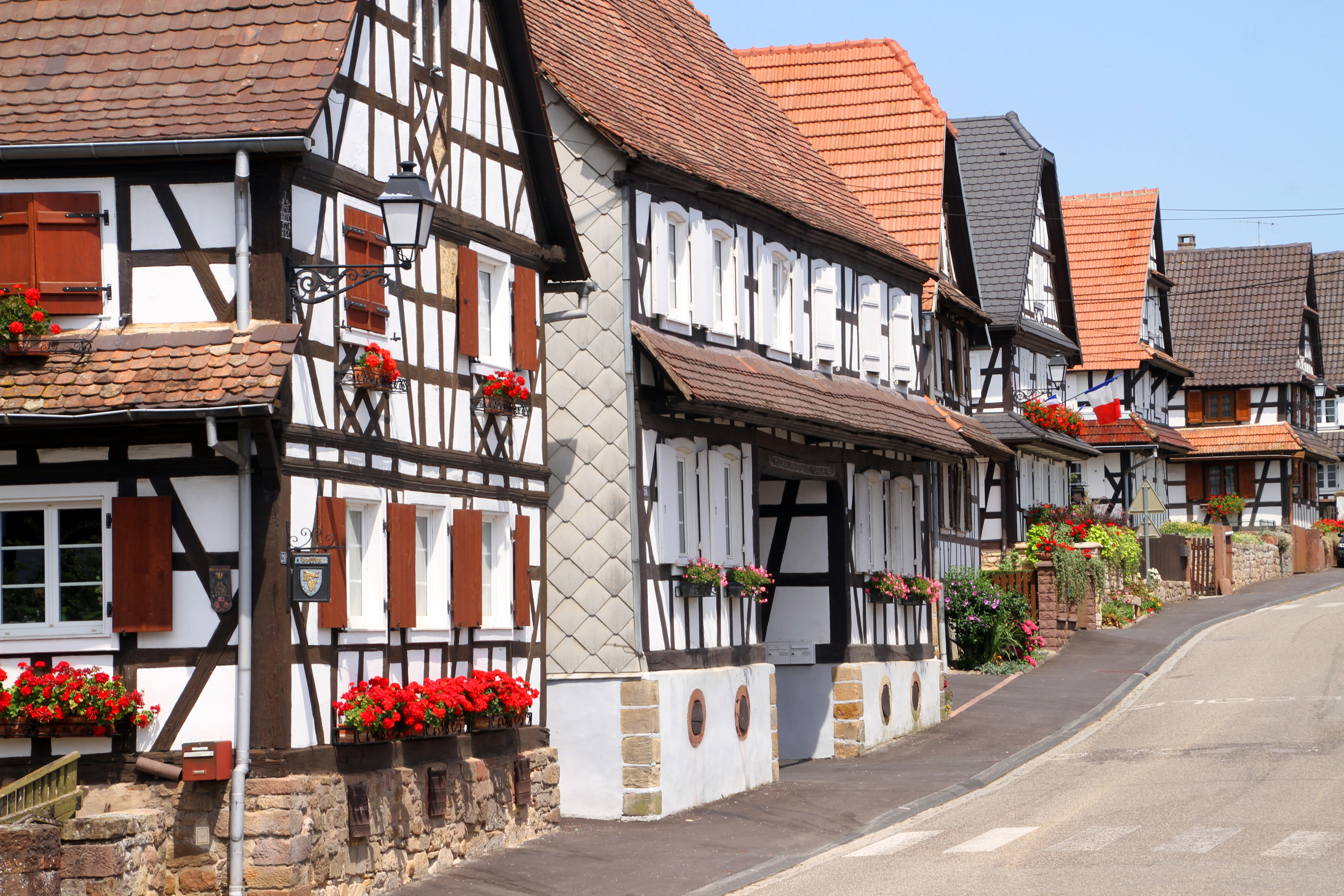

Hoffen es una localidad y  comuna francesa situada en el departamento de Bajo Rin, en la región de Alsacia. Tiene una población de 1.103 habitantes (según censo de 1999) y una densidad de 117 h/km².

## Demografía
| 961                        | 993 | 1001 | 935 | 1024 | 1103 |
| (Fuente: [cita requerida]) |     |      |     |      |      |